# لويزا بارسونز هوبكينز
لويزا بارسونز هوبكينز (بالإنجليزية: Louisa Parsons Hopkins)‏ هي كاتِبة وشاعرة أمريكية، ولدت في 1834، وتوفيت في 1895.